# Dokumentenfilm
Dokumentenfilm bezeichnet eine Spezialform des fotografischen Films, die speziell bei der Reproduktion benutzt wurde.
Zur Reproduktion wurden meist feste Einrichtungen benutzt (Stative, Repro-Einrichtungen o. Ä.). Der Dokumentenfilm kann deshalb eine niedrige Empfindlichkeit und damit hohe Auflösung und hohe Feinkörnigkeit haben. Die Materialien haben üblicherweise eine steile Gradation.
Heute (Stand 2020) werden Medien überwiegend digital reproduziert.